# Annemie Wolff

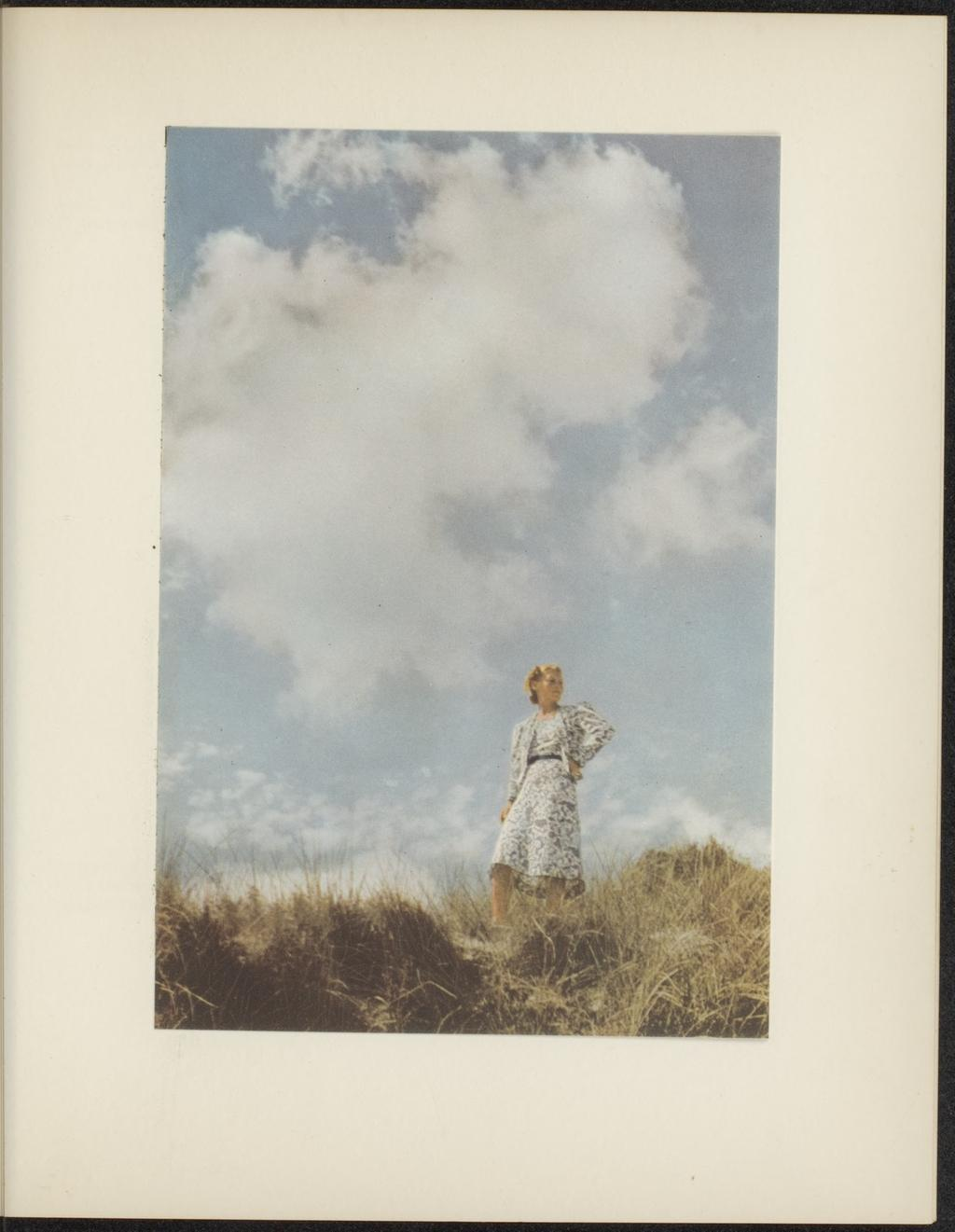
Annemie Wolff, foto: Helmuth Wolff

Annemie Wolff, také známá jako Annemie Wolff-Koller, rozená jako Anna Maria Koller (27. prosince 1906 Laufen an der Salzach – 2. února 1994 Amsterdam), byla německo-nizozemská fotografka. Její fotografie židovských a nežidovských dětí a dospělých pořízené v Amsterdamu roku 1943 znovuobjevil v roce 2008 nizozemský historik fotografie Simon Kool. Bylo pořízeno asi 3000 fotografií 440 osob a přibližně 300 subjektů bylo identifikováno v listopadu 2016. Asi 50 % lidí židovské národnosti zachycených na fotografiích zahynulo v nacistických koncentračních táborech, zatímco ostatní druhou světovou válku přežili.
Výstava autorčiných fotografií byla otevřena 26. února 2015 v Sanfranciském Goetheho institutu, spolufinancována Nadací Annemie a Helmuth a Sanfranciskou židovskou komunitní federací.

## Životopis

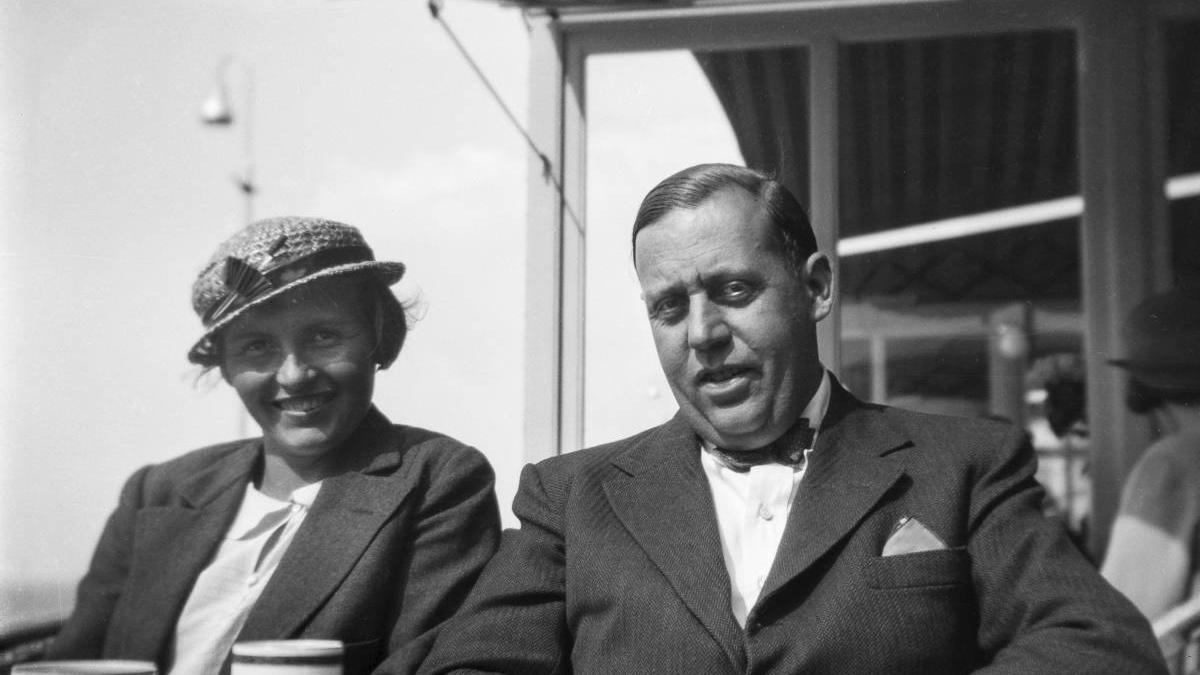
Annemie a Helmuth Wolffovi, 1930-1940

V roce 1933 Annemie Wolff a její manžel, židovský architekt Helmuth Wolff, opustili německý Mnichov a přestěhovali se do Amsterdamu.
V oblasti Rivierenbuurt v jižním Amsterdamu, kde se usadilo mnoho německých uprchlíků, otevřeli fotografické studio. Založili fotografický časopis Kleinbeeldfoto, vydali několik mezinárodních fotografických příběhů a v roce 1939 uspořádali výstavu fotografií pořízených předplatiteli časopisu. Mezi předplatiteli byl i princ Bernhard, který vystavoval snímky malé princezny Beatrix, později nizozemské královny. Jejich hlavní fotografické úkoly pocházely z Amsterdamského přístavního úřadu a letiště Schiphol.
V květnu 1940, po nacistické invazi do Nizozemska, se pokusili uskutečnit sebevražedný pakt; Helmuth zemřel, ale Annemie přežila. V roce 1943 pokračovala v portrétní práci ve svém ateliéru. Po válce produkovala reklamní fotografie pro amsterdamský přístav a další klienty. Pozdější výzkum nizozemského fotografického historika Simona Koola odhalil, že Annemie byla členkou nizozemské odbojové skupiny „De ondergedoken Camera“.
V pozdějších letech však o své práci během válečného období mluvila jen zřídka.